# Gonzalo Aróstegui del Castillo
Gonzalo Aróstegui y del Castillo (Camagüey, 1859-La Habana, 1940) fue un médico y político cubano, secretario de Instrucción Pública y Bellas Artes de la República de Cuba.

## Biografía

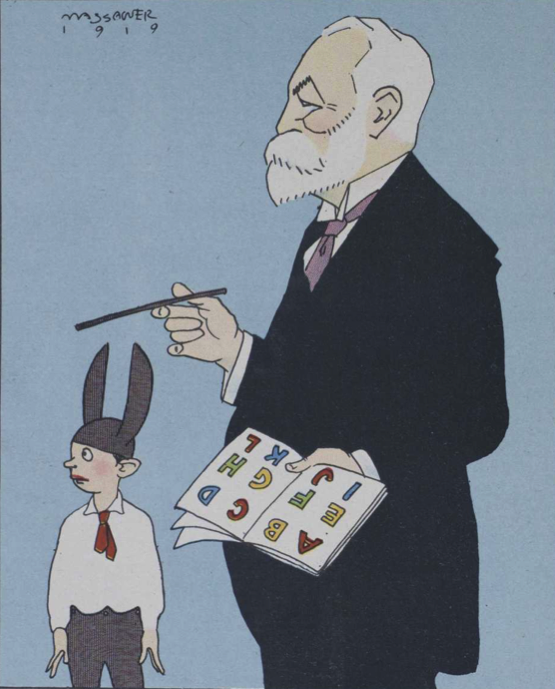
Retratado por Massaguer en la revista Social (1919)

Nacido el 27 de junio de 1859 en Camagüey, estudió Medicina en La Habana, prosiguió sus estudios en Madrid y pasó tres años en París y los Estados Unidos. Posteriormente volvió a Cuba, a la Habana.
Representante de Paraguay en el primer Congreso Médico celebrado en La Habana durante la administración del general Wood, fue miembro de la Academia de Ciencias y de la Sociedad Económica. Higienista, se especializó en enfermedades de los niños. Brasil lo nombró cónsul del país en La Habana. Estuvo casado con Felicia Mendoza. Aróstegui, que desempeñó el cargo de secretario de Instrucción Pública y Bellas Artes entre 1919 y 1921, falleció el 18 de noviembre de 1940 en La Habana.